# Oliver Naesen
Oliver Naesen (Oostende, 16 de setembre de 1990) és un ciclista belga, professional des del 2015 i actualment a l'equip AG2R La Mondiale.
En el seu palmarès destaca la victòria a la Polynormande de 2015, la Bretagne Classic de 2016, i sobretot, el Campionat nacional en ruta del 2017.

## Palmarès
- 2014
  - 1r al Gran Premi dels Comerciants de Templeuve
- 2015
  - 1r a la Polynormande
  - 1r a la Fletxa de Gooik
- 2016
  - 1r a la Bretagne Classic
- 2017
  -  Campió de Bèlgica en ruta
- 2019
  - Vencedor d'una etapa al BinckBank Tour

### Resultats al Tour de França
- 2016. 83è de la classificació general
- 2017. 63è de la classificació general
- 2018. 66è de la classificació general
- 2019. 68è de la classificació general
- 2020. 61è de la classificació general
- 2021. 70è de la classificació general
- 2022. Abandona (11a etapa)
- 2023. 76è de la classificació general